# Attraction interpersonnelle
Pour les articles homonymes, voir Attraction.
L’attraction interpersonnelle est un processus graduel menant à la découverte d’affinités avec autrui. Elle constitue une étape importante dans l’établissement d’une relation interpersonnelle, et peut aboutir à des relations amicales ou amoureuses. L’évolution de ce processus est influencée par plusieurs facteurs, comme la proximité, l’apparence physique, la similarité ainsi que la complémentarité. 
Le concept est étudié en psychologie sociale. L’approche psychosociale permet d’investiguer la question du « pourquoi sommes-nous attirés par une personne plutôt que par une autre ? ». Elle se concentre sur l'étude des situations et des circonstances qui permettent la naissance d’une relation. 
|                                                            |  |  |
| Le couple mal assorti (I) et (II), Lucas Cranach l'Ancien. |  |  |

## Définitions

### Attraction
L’attraction peut se définir comme une évaluation positive d'autrui ou d'un objet, à la suite d'un contact avec celui-ci. Elle trouve ses racines dans trois composantes différentes, à savoir une composante cognitive, une composante affective et une composante conative : 
- Le niveau cognitif concerne l’ensemble des croyances et des perceptions des compétences que nous formons à propos d’autrui.
- Le niveau affectif englobe les réponses émotionnelles concernant autrui.
- Le niveau conatif, quant à lui, se rapporte aux intentions de comportement que nous avons envers l’autre.

Les attitudes positives envers autrui, comme l’attraction, ne sont pas directement observables, mais déduites à partir des comportements, comme les gestes et les paroles.

### Attraction personnelle et attraction sociale
La théorie de l’identité sociale et de l’auto-catégorisation contribue à définir les différences entre l’attraction personnelle et l’attraction sociale. L'attraction sociale est « déterminée par les caractéristiques prototypiques des membres du groupe d’appartenance (attributs ou comportements prototypiques de la catégorie sociale) », tandis qu'à l'inverse, l’attraction personnelle est « déterminée par les caractéristiques idiosyncrasiques de chaque individu (personnalité, âge, sexe, similitudes d’attitudes, valeurs) et ne dépendrait pas de l’identification au groupe ».
Ces différences suggèrent que d'après la théorie de l’identité sociale, l’avis d’une personne sur autrui peut changer selon sa position : soit comme membre d’un groupe social, soit comme une personne indépendante. Plusieurs recherches ont été réalisées dans le but de vérifier ces hypothèses et leurs résultats ont démontré que lorsque l’identité sociale est activée, la similitude interpersonnelle semble avoir moins d'importance pour l’attraction,,,, c'est-à-dire que l’individu passe de son identité personnelle à son identité sociale, et inversement, selon la catégorie sociale d’appartenance qu'il veut mettre en évidence. 
- Lorsque le niveau de catégorisation groupal est saillant, il s'agit d'attraction sociale.
- Lorsque le niveau de catégorisation individuel est saillant, il s'agit d'attraction interpersonnelle.

Par exemple, lorsqu'une personne utilise la catégorisation de genre, elle active l’attraction sociale mais lorsque la catégorie de genre est non saillante, elle ouvre le champ aux « similitudes d’attitudes » pour influencer l’attraction et active donc l'attraction personnelle.
Quand l’identité sociale des individus est activée, ces derniers vont être amenés à se comporter comme des personnes qui appartiennent à un groupe social déterminé. Les individus vont juger l’attraction suivant les informations prototypiques de leur catégorie d’appartenance. Les informations personnelles (comme les attitudes, les centres d’intérêts, etc.) vont être déterminantes lors de l’attraction interpersonnelle afin que l’individu puisse s’auto-percevoir comme une personne unique. Les auteurs de ces théories, Michinov et Monteil, insistent sur l'importance du fait que « l’activation de l’identité sociale d’un individu est sensible au moindre changement dans la situation sociale ». Cependant, une situation spécifiquement intergroupe n'est pas essentielle pour s’auto-catégoriser dans un groupe d’appartenance déterminé. Par conséquent, le passage de l’identité personnelle à l’identité sociale peut simplement se faire par pensée pour son groupe d’appartenance.
D'après Hogg, les caractéristiques individuelles et collectives sont regroupées dans une dynamique de relations interpersonnelles. Michinov et Monteil appuient cette idée en expliquant que le choix de l’attraction ne peut pas se résumer uniquement à l'interaction de deux personnes puisque le contexte social, relié aux représentations et valeurs sociales de chaque sujet, joue un rôle déterminant dans l'expression de l’attraction. Il n'est pas exclusivement limité aux comportements individuels. Le contexte social a son importance dans le développement de l’attraction interpersonnelle qui ne repose pas seulement sur les caractéristiques intrinsèques des individus.

## Étapes du développement des relations
Selon Moser, quel que soit le type de relation, les individus passent par les mêmes étapes, à savoir : la prise de conscience d'autrui, l'exploration mutuelle et la réciprocité. Les différents facteurs influençant la relation conduisent à une implication mutuelle qui présuppose que les individus appliquent préalablement certains filtres afin de réguler l’autorévélation et l’intimité réciproque.

### Prise de conscience d’autrui et formation des impressions
Toute relation interpersonnelle nécessite une prise de conscience d’autrui. Ensuite, au fur et à mesure que les interactions progressent, l’exploration mutuelle devient une étape décisive à tout commencement d’une relation.

#### Côtoiement

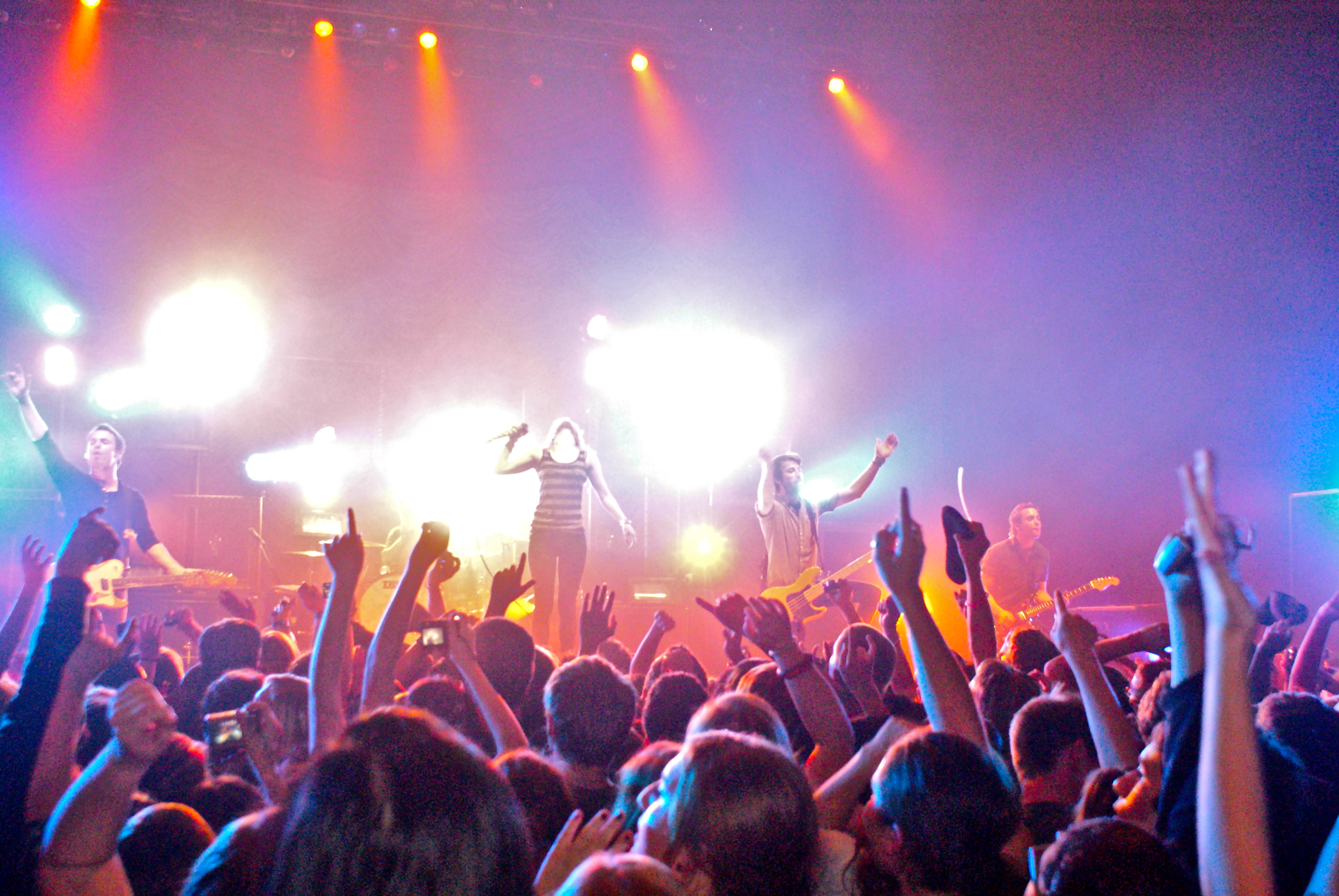
Concert du groupe Paramore.

Avant toute chose, pour que deux personnes puissent s'attirer, il est nécessaire qu’elles soient en présence l’une de l’autre et qu’elles en soient conscientes. Lors d’un concert par exemple, un individu peut rencontrer beaucoup de personnes, toutefois, sans se rendre compte de la réelle présence d’autrui. Pendant ces situations, les rencontres entre les individus sont brèves et les contacts ne sont pas suivis par d’autres interactions. Ces dernières ne constituent alors que de brefs côtoiements. Pour Moser, ce stade se base presque exclusivement sur les caractéristiques physiques, de présences physiques.

#### Contacts superficiels

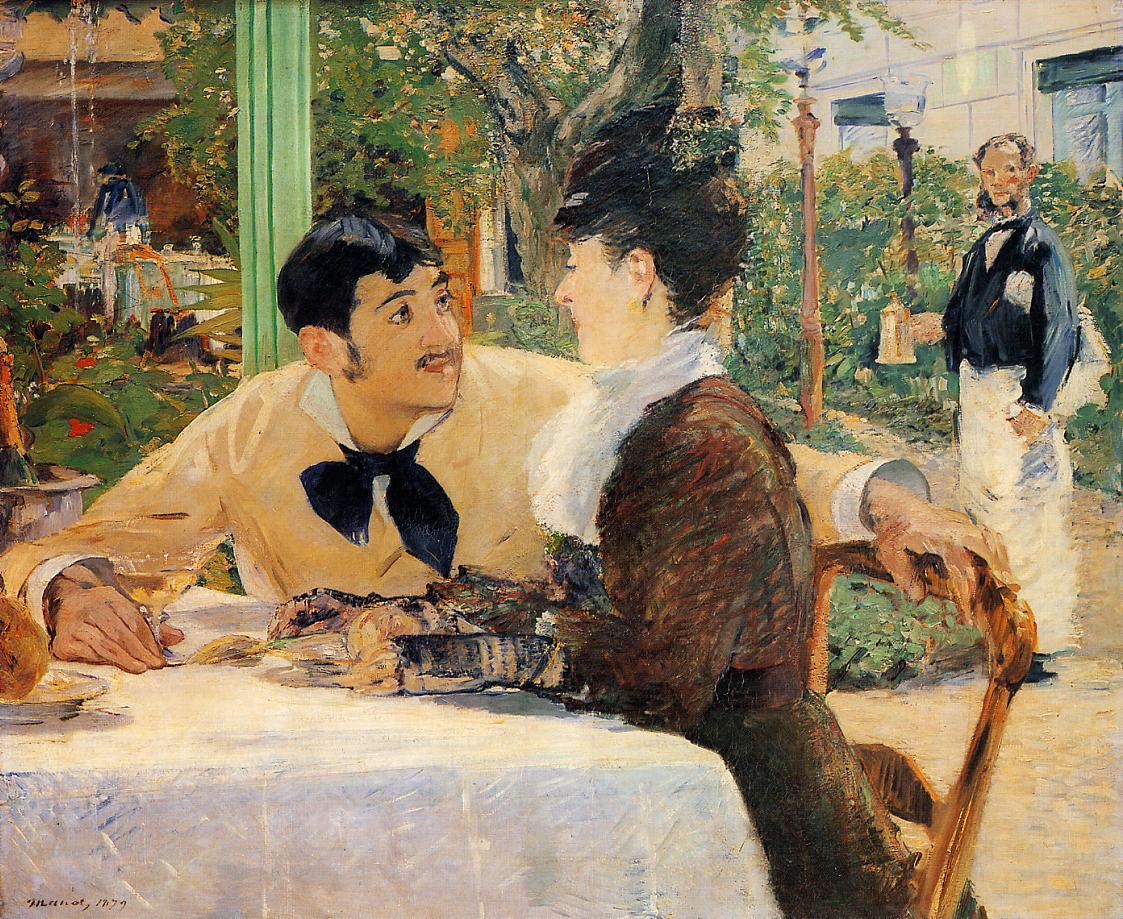
Chez le père Lathuille, Édouard Manet (1879).

Les contacts superficiels, quant à eux, font référence à des situations ponctuelles où des individus se rencontrent et entrent en contact les uns avec les autres sans pour autant se connaître. Il peut s'agir d'une situation pendant laquelle un individu demande un renseignement à une personne dans la rue.
Lorsque la fréquence des contacts physiques entre deux personnes augmente, les interactions augmentent également. Dès lors, les individus peuvent être amenés à faire connaissance et éventuellement éprouver de la sympathie l'un pour l'autre. L’interaction peut alors se développer en une relation interpersonnelle.

### Exploration mutuelle

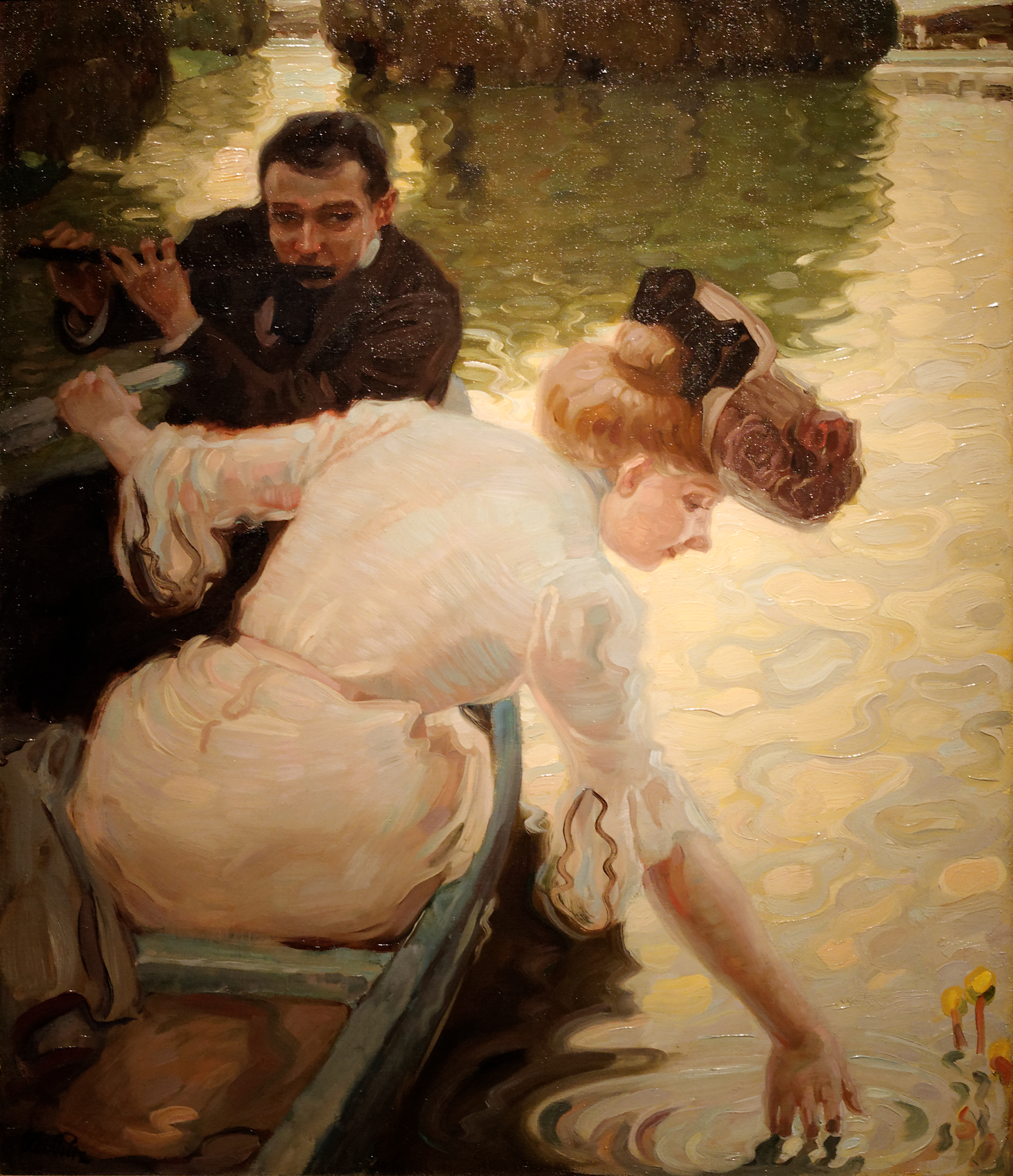
Idylle, Leo Putz (1901)

Une autre étape déterminante dans le commencement d’une relation d'après Moser, est celle de l’exploration mutuelle. Lors de celle-ci, les individus se rencontrent volontairement en ayant l’intention de faire connaissance en échangeant des idées et des intérêts. Par conséquent, la continuité de la relation va dépendre des caractéristiques physiques, des comportements verbaux et non verbaux ainsi que des similitudes que chaque individu a l'occasion d'échanger avec l’autre lors de ces interactions.
Le développement vers une relation plus intime se fera si les partenaires sortent des caractéristiques conventionnelles. Pour ce faire, chacun doit donner l’impression d’être intéressé par l’autre afin que l’interaction puisse continuer. Les individus rechercheront des similitudes dans les idées, pensées et comportements partagés. Les échanges sont importants donc essentiels pour que les sujets s’explorent mutuellement et augmentent leurs connaissances réciproques. Dès lors, ils décideront par eux-mêmes d’arrêter la relation ou au contraire, de la continuer. S'ils décident de la poursuivre, la relation deviendra de plus en plus intime au fur et à mesure que le partage des informations et l'exploration mutuelle augmentent, de sorte qu'elle pourrait aboutir à une relation d’amitié ou à une relation d’amour.

### Réciprocité de l’intérêt pour autrui
Après des échanges répétés, les sujets confirment (ou non) leurs intérêts réciproques. Dans le cas d'une réciprocité positive, ils peuvent progressivement s’engager dans une relation plus approfondie. Les individus passent alors par l'étape de l’autorévélation. Il s’agit d'une réciprocité émotionnelle, cognitive et comportementale dans laquelle les sujets se dévoilent mutuellement des informations plus intimes. L’autorévélation permet aux partenaires d’accroitre le partage de leurs similitudes, de leurs attitudes, de leurs valeurs, de leurs caractéristiques de personnalité, etc. Dès lors, les personnes impliquées se découvrent l'un l'autre de manière plus intime. Quant au niveau de réciprocité, ce dernier est déterminé par les partenaires, c'est-à-dire qu'ils déterminent eux-mêmes ce qu'ils sont prêts à dévoiler à autrui.

## Facteurs déterminant l'attraction mutuelle

### Proximité physique
Parmi les facteurs influençant l’attraction interpersonnelle, la proximité apparait comme nécessaire à l’établissement d’une relation quelconque avec une personne.

#### Effet de proximité
Plusieurs recherches ont démontré que les individus choisissent leurs amis et leurs partenaires parmi ceux qui sont à proximité, autrement dit : accessibles physiquement. Festinger, Schachter et Back ont notamment étudié, à travers leur expérience, le rôle de la proximité physique dans le développement de l’attraction interpersonnelle. Ces chercheurs s’attendaient à ce que les personnes habitant relativement près les unes des autres, dans un même immeuble, créent des relations amicales. En effet, lorsqu’ils ont demandé aux sujets quelles étaient les trois personnes qu’ils fréquentaient le plus volontiers, ceux-ci répondaient majoritairement leurs voisins immédiats. Ainsi, leurs résultats ont démontré, comme le supposaient leurs attentes, que cette proximité permet aux individus de se croiser et de parler davantage, créant des espaces pour développer des liens amicaux.
Plus tard, Moser appuie cet effet de proximité en se référant à la recherche de Segal. Ce dernier a observé des stagiaires répartis dans des chambres en fonction de l’ordre alphabétique de leur nom de famille. Lorsqu’il a demandé aux jeunes de nommer les trois amis les plus importants pour eux, il a constaté que plus leur nom était proche dans la liste alphabétique, plus la probabilité pour qu’ils soient amis était grande.
La proximité semble être un facteur important à l’établissement d’une attraction interpersonnelle. De fait, Arkin et Burger suggèrent que premièrement, cette proximité physique augmente les possibilités d’interaction avec autrui et que, deuxièmement, elle permet d’anticiper l’interaction via la formation d’a priori. Si ce dernier est positif, les relations avec autrui seront probablement plus harmonieuses.

#### Familiarité
Robert Zajonc et ses collègues, ont constaté que la proximité avait un effet sur l’attraction via la familiarité. D'après ces chercheurs, la simple exposition à un stimulus est suffisante pour accroitre l’attraction. Cet effet illustre le fait qu’un individu a des préférences pour des stimuli auxquels il a déjà été exposé, même s'il est inconscient que ceux-ci lui sont familiers. Ces études appuient donc l'idée que le contact répété avec une personne engendre des sentiments positifs, comme l’affection.

#### Dissonance cognitive
La proximité, via la dissonance cognitive, à savoir une contradiction entre deux éléments cognitifs, peut avoir un effet sur l'attraction comme l'explique l’étude de Tyler et Sears évoqué par Bédard, Déziel, Lamarche. Selon eux, il serait plus avantageux d’avoir de l'affection pour des individus de notre entourage en valorisant leurs points positifs puisqu'il est plus commode de penser que les personnes physiquement proches, sont des personnes avec lesquelles l'entente est plus aimable. Cette explication permet de comprendre pourquoi des individus évitent les situations désagréables avec leurs voisins qu’ils n’apprécient pas mais qui pourtant sont physiquement proches d’eux.

#### Les inconvénients de la proximité
Mugny, Oberlé et Beauvois affirment que la proximité peut rapidement devenir une source d’hostilité si certaines règles ne sont pas respectées. D’après eux, la distance établie entre deux personnes lors d’une interaction varie selon les situations et les cultures. Hall, cité par Bédard, Déziel, Lamarche, a défini quatre zones de proximité : 
- La distance intime pendant laquelle il est possible de percevoir l’odeur et les détails de la peau de l’autre personne.
- La distance personnelle qui convient aux échanges quotidiens avec des amis ou des parents.
- La distance sociale qui correspond aux rapports d’affaires entre les personnes et qui traduit une relation plutôt impersonnelle.
- La distance publique qui s’applique aux échanges collectifs avec peu d’interaction.

Schiffendauer et Schiavo ont démontré que si des individus interagissent négativement, le fait qu’ils soient proches l’un de l’autre augmentera l’hostilité. En revanche, les interactions proches et positives entre deux protagonistes accroitront la qualité de cette interaction.

### Apparence physique
Bien que la pensée populaire à travers les âges indique qu’il ne faille pas s’arrêter à la beauté physique, l’apparence physique semble jouer un rôle non négligeable lors d’attraction initiale,,. Il serait mal vu de mettre en avant que l'apparence physique est la caractéristique la plus déterminante de notre attirance envers une autre personne. Pourtant, celle-ci joue un rôle déterminant et primordial lors de l’attraction. Des recherches, comme celles de Walster et ses collègues ont démontré que la beauté physique d’une jeune femme pouvait assez bien prédire la fréquence de ses rendez-vous amoureux et dans une moindre mesure, il en va de même pour les jeunes hommes. En effet, dans leur expérience, ils ont pu confirmer l’influence de la beauté physique sur l’attraction. Lors d’une danse de bienvenue, des nouveaux étudiants de l'Université du Minnesota furent appariés aléatoirement par un ordinateur pour former des couples. Préalablement, les étudiants avaient été évalués par un groupe de juges sur leur beauté physique et les chercheurs avaient eu accès à leurs résultats de tests d’aptitudes et de personnalité. Après deux heures d’interactions, chaque étudiant devait faire part de son sentiment envers le partenaire qui lui avait été attribué. En dépit des autres facteurs, comme l’intelligence ou la personnalité, seule la beauté physique de la personne ressortait comme celui qui était déterminant. Plus la femme était jolie, plus son partenaire l’appréciait et désirait la revoir. Les résultats pour les hommes allaient dans le même sens.

#### Appariement de la beauté

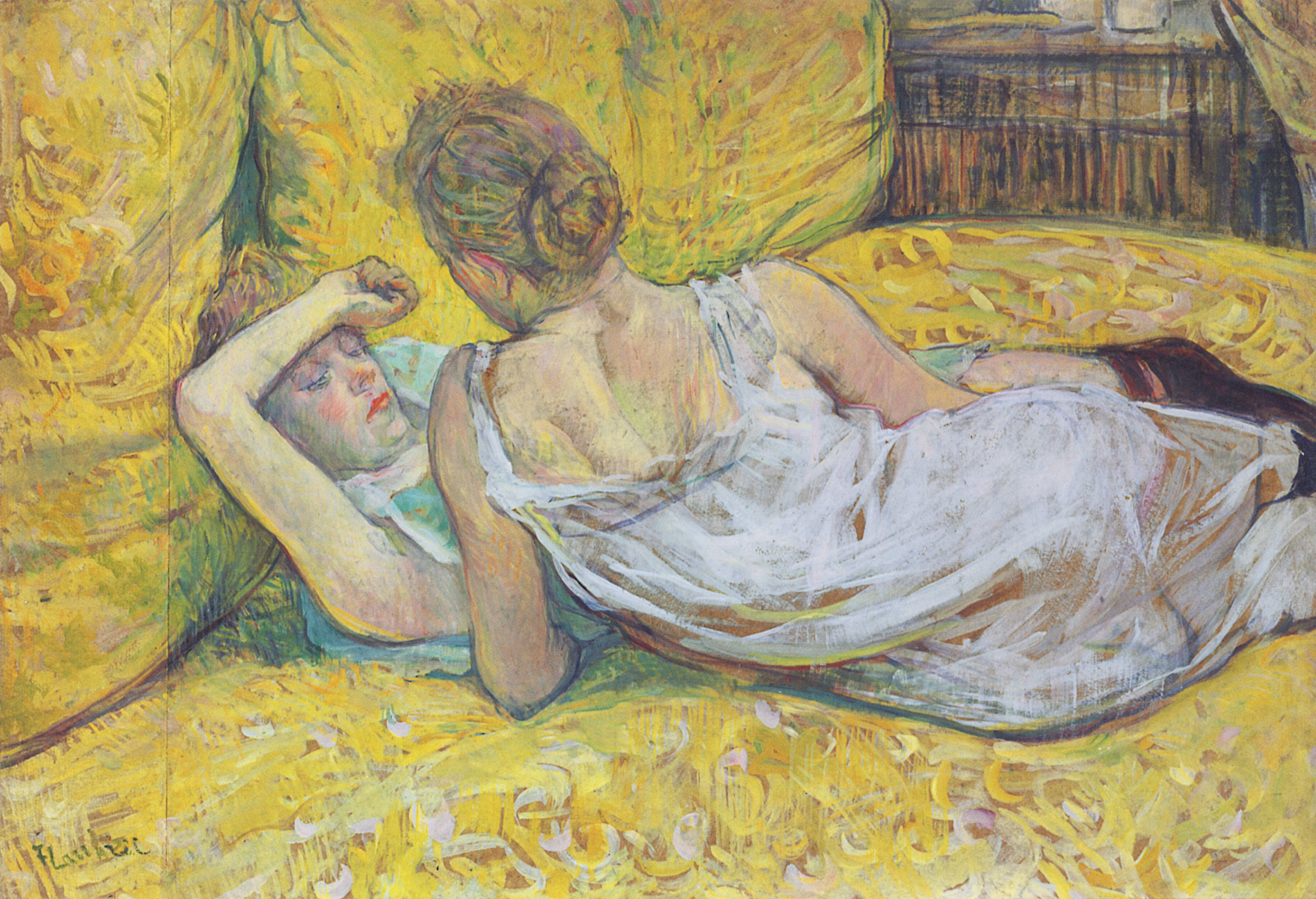
Les Deux Amies (Toulouse-Lautrec, 1895)

Selon certains, les personnes attirantes seraient plus appréciées que les personnes dont l’apparence paraît plus ordinaire. Pour d'autres, il ne semble pourtant pas que les gens recherchent la personne la plus attractive. Dans son étude, Murstein constate que les individus s’associent avec des personnes aussi séduisantes qu’eux. D'autres chercheurs appuient ces dires grâce à une expérience dans laquelle ils établissent que la fréquence des interactions avec des personnes du sexe opposé est plus élevée entre les individus qui sont au même niveau d’attraction qu’eux. L’attirance physique fait donc office de critère d’interaction avec une personne du sexe opposé. Cette tendance à s’assortir signifierait qu’à la fois chez les hommes et chez les femmes, il y aurait ce penchant pour choisir des personnes qui s’apparient bien à leur apparence plutôt qu’à d'autres traits de caractère.
Néanmoins, tous les couples heureux ne sont pas constitués des partenaires qui s’égalent en beauté. Dans ces cas-là, il arrive que la personne la moins belle possède alors des qualités compensatrices, ce qui permet un certain équilibre. Ainsi, Elder expose dans son étude le processus d’échanges sociaux selon lequel une femme recherche un statut élevé chez un homme en échange de ses ressources personnelles, pour un mariage par exemple.
D’autres chercheurs ont trouvé dans leurs analyses portant sur 129 couples de jeunes mariés des corrélations significatives entre les niveaux d’études et d’attractivité. Leurs résultats ont montré également que les personnes moins attrayantes pouvaient tout autant avoir des conjoints d’un bon niveau d’éducation que les personnes plus attractives. En particulier, les femmes attrayantes n’étaient pas plus susceptibles que les autres femmes moins attrayantes d’avoir des maris très instruits. Ces hypothèses restent donc encore à être explorées.

#### La beauté, un jugement subjectif
Le jugement de beauté est subjectif et propre à chacun ; il n’existe pas de critères objectifs ou scientifiques. L’évaluation des caractères physiques varient selon les époques, les cultures et les tendances. Les critères universels n’existent point, ils fluctuent au sein d’une même culture et d’une même période. Cependant, certaines recherches confirment que la symétrie d’un visage le rend plus attirant. Seulement, aucun visage n’est parfaitement symétrique. Dans une étude ultérieure, Rhodes et ses collègues ont démontré que les individus ont une préférence pour les visages moyens, c’est-à-dire des visages dont la configuration des différents traits comme les yeux, la bouche et le nez, équivaut à la moyenne des autres visages. Pour ce faire, ces chercheurs ont créé deux visages moyens artificiels, un visage masculin et un visage féminin, à partir de 48 photos de jeunes femmes et de jeunes hommes. Ils ont ensuite montré ces visages à des sujets en même temps que d’autres visages atypiques. Les résultats ont montré une préférence des participants envers les visages moyens plutôt que les autres.

#### Théories biologiques
Les théories biologiques de l’évolution étudient le processus de sélection d’un partenaire sexuel en se basant sur la théorie du signalement. Selon cette théorie, les caractéristiques physiques que les individus jugent attractives peuvent être vues comme des signaux de qualités sous-jacentes. Les théories associant une caractéristique attractive à ses qualités sous-jacentes sont nombreuses.
Ainsi, la féminité du visage a d’abord été associée à la similitude avec un bébé (babyness) dont on veut s’occuper, puis au fait qu’elle appartienne au sexe approprié, à la valeur reproductive et enfin à la capacité à donner naissance et s’occuper d’un enfant. Un visage masculin est lui perçu comme signe de domination sociale et de bonne santé. Cependant, un visage plus masculin n’implique pas toujours une attraction plus forte de la part des femmes,. 
L’attirance pour un visage « dans la moyenne » peut être vue comme un biais sensoriel, c'est-à-dire une préférence pour le visage prototypique, qui peut être un moyen de discriminer les visages éloignés de la moyenne jugés davantage de mauvaise qualité.
Les recherches effectuées sur la symétrie faciale n’ont pas permis de mettre en évidence son rôle dans l’attirance ni la qualité sous-jacente qui y est associée.
La forme corporelle féminine, représentée par le rapport taille-hanche et le volume des seins, est associée à la capacité de reproduction. Peu d’études se sont penchées sur les formes corporelles masculines les plus attirantes. On peut toutefois associer un corps masculin musclé à la protection physique, les ressources nutritionnelles et aux aspects positifs du statut masculin.

#### Stéréotypes de la beauté physique
Selon Dion, les enfants ont une attirance pour les beaux enfants, de même que les adultes jugent plus favorablement les adultes attirants. Clifford et Walster ont montré que des enseignantes, qui avaient reçu les mêmes informations quant à différentes photographies de garçon ou de fille, jugent les enfants plus beaux comme étant plus intelligents et davantage capables de réussir que les enfants qualifiés comme moins beaux. Kalick, dans une de ses études, demande à des étudiants de l’Université de Harvard de dire leurs impressions concernant 8 femmes avant et après une intervention de chirurgie esthétique. Les résultats montrent que les femmes sont perçues plus belles, plus tendres, plus sensibles et plus chaleureuses après l’intervention chirurgicale.
D'autres études, ont également démontré que la beauté physique influence probablement davantage les premières impressions, comme pour un entretien d'embauche par exemple,. L’apparence physique d'une personne attire immédiatement l’attention vers elle. Cette idée pourrait expliquer en partie les raisons pour lesquelles les personnes belles auraient des meilleurs emplois, de meilleurs salaires et se disent plus heureuses.
De manière générale, les individus ont tendance à penser que les belles personnes sont plus heureuses, plus intelligentes, plus sociables et ont plus de succès. Ces différentes recherches démontrent le stéréotype de la beauté physique, à savoir « ce qui est beau est bon ». Depuis leur plus jeune âge, on apprend aux enfants - notamment dans les contes de fée - que les héroïnes sont belles et que les méchants sont peu attirants physiquement.
Ces stéréotypes varieraient selon les cultures : les cultures plus collectivistes ne privilégient pas ce stéréotype, et même s’ils existent dans certaines de ces cultures (comme en Corée et à Taïwan), ils ne seraient pas utilisés de la même manière que dans les cultures individualistes. À savoir, pour les Coréens, le stéréotype sur les personnes physiquement attractives ne correspond pas au fait qu'elles soient considérées comme plus puissantes, mais comme plus intègres et plus concernées par autrui.

### Similitude et complémentarité

#### Similitude
La similitude est un autre facteur intervenant dans l’attraction interpersonnelle. La proximité renforce la familiarité, qui, à son tour, permet à deux individus de découvrir leurs similitudes. Celles-ci viennent alors consolider les relations entre les deux protagonistes.
Les psychologues sociaux ont tenté de comprendre pourquoi la similitude engendrait l’attraction. Tout d'abord, selon Heider les similitudes entre individus permettraient d’entretenir des relations équilibrées avec autrui. Ainsi, une relation sera plus harmonieuse si les individus partagent les mêmes intérêts. De plus, le béhaviorisme explique que si nous aimons les gens qui nous ressemblent c’est tout simplement parce qu’ils nous renforcent dans ce que nous sommes. Ensuite, la similitude pourrait être la conséquence de la relation ; autrement dit, les gens se ressembleraient avec le temps. Enfin, la similitude proviendrait du fait que nous avons tout simplement plus de chance de rencontrer les individus similaires à nous, c'est-à-dire habitant dans le même quartier.
Une expérience réalisée par Park et Lennon a tenté d’évaluer les effets simultanés de l’attraction physique et des similitudes dans les caractéristiques personnelles. Leurs résultats suggèrent qu’à la fois les similarités aux niveaux des traits de personnalités, des traits d’attitudes et des traits physiques et/ou biologiques étaient importants et avaient de l’influence. Cette étude insinue que les similarités dans les caractéristiques personnelles contribuent à l’attraction interpersonnelle.

##### Similitude socio-démographique
L'étude de Warren stipule que les individus côtoieraient les personnes avec qui ils partagent le même niveau d’éducation, le même lieu d’habitat ainsi que la religion et les habitudes. Autrement dit, avec qui ils partagent des similitudes socio-démographiques.
En revanche, il est difficile de distinguer si la similitude démographique est une préférence des individus ou simplement un effet de la similitude géographique. En effet, par exemple, un individu a plus de chance de rencontrer quelqu’un ayant le même statut et habitant le même endroit que lui puisqu'ils aspiraient aux mêmes désirs. De ce fait, les habitants des mêmes quartiers auraient tendance à se ressembler. Newcomb, a démontré que des étudiants de première année préféraient d'autres étudiants avec des caractéristiques démographiques similaires aux leurs, comme l’âge, l’origine et l’éducation. Ainsi, ils rechercheraient des individus possédant des traits équivalents. Selon ses dires, la similitude socio-démographique ne serait pas indépendante de la similitude géographique. Il est difficile de déterminer quelle est la part d'influence de ces deux notions.

##### Similitude de l'attractivité physique

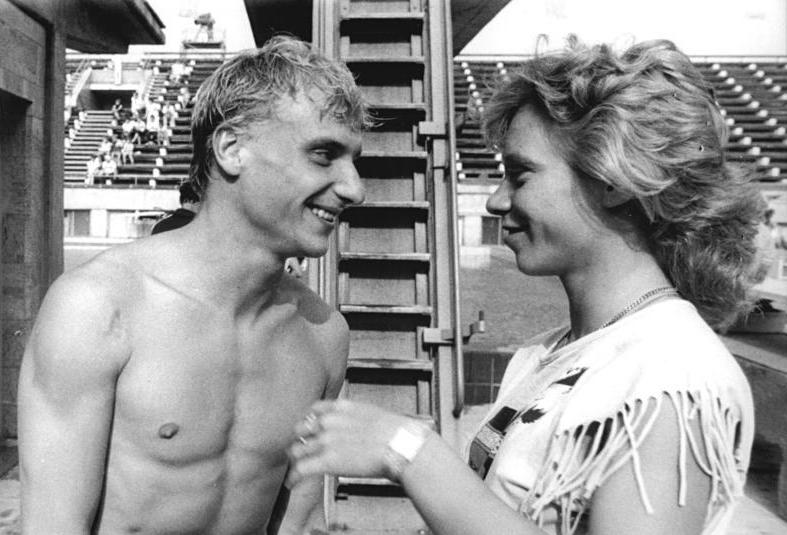
Le plongeur victorieux Holger Winskiwski et une femme non identifiée à une compétition.

La similitude de l’attractivité est également étudiée dans l’attraction interpersonnelle. Cependant, ces résultats sont contradictoires. Certaines expériences, comme celle de Berscheid et ses collègues, démontrent que cette similitude joue un rôle important dans l’attraction alors que d'autres, comme celle de Huston prouvent le contraire.
La similitude de l’attractivité physique jouerait un rôle dans des relations établies et engagées comme des personnes mariées ou fiancées. Folkes a démontré que plus la similitude entre deux individus était importante, plus la relation avait des chances de progresser. Cependant, le jugement de cette beauté est relatif. Dermer et Thiel ont constaté qu’une femme peu attractive évaluait des femmes moyennement attractives de manière plus favorable que des femmes très attractives. En revanche, si la femme est très attractive, elle évaluera plus positivement les femmes très attractives.
Néanmoins, bien que la similitude de l’attractivité physique joue un rôle dans l’attirance, elle ne prédit pas l’évolution d’une relation ni la stabilité d’un couple. Lorsqu’une relation est déjà établie, elle n’influence plus la relation (Murstein, cité par Moser).

##### Similitude des attitudes
Un autre type de similitude susceptible d’influencer la relation est la similitude des attitudes. Selon une étude réalisée par Newcomb, des étudiants préfèrent des condisciples qui partagent leurs attitudes. Plus tard, Byrne et Clore ont également démontré que des individus ayant des opinions, des valeurs et des croyances similaires étaient plus fréquemment attirés les uns envers les autres.
Au fur et à mesure que la relation s’établit, les similitudes ou les dissimilitudes seront de plus en plus évidentes. Cela influencera l’attraction interpersonnelle et donc, la continuité de la relation.

#### Complémentarité
Comme pour la similitude, différents types de complémentarité vont influencer l’attraction au sein d’une relation. Ce facteur est tout aussi important que la similitude dans l'établissement et le maintien d’une relation plus intime.

##### Complémentarité des traits de personnalité
Kaplan et Anderson ont démontré que les individus étaient plus attirés par ceux ayant des traits de personnalité valorisants et complémentaires aux leurs. Leonard, cité par Bédart et ses collègues, a confirmé cet effet de complémentarité : les personnes ayant une faible estime d’eux-mêmes ne sont pas attirées par les gens qui leur ressemblent.

##### Complémentarité des besoins
Selon Winch, Ktsanes et Ktsanes, la complémentarité de besoins joue également un rôle dans l'attraction. Les individus sélectionneraient leur partenaire sur leurs capacités à satisfaire leurs besoins.
Par exemple, un individu qui a tendance à se soumettre choisit un partenaire dominant et vice versa. De plus, une personne ayant besoin d'être protégée est plus attirée par un individu protecteur et inversement. Cette complémentarité de besoins serait le reflet de certains stéréotypes des rôles de la femme et de l’homme.
Kerckhoff et Davis ont étudié deux types de couples durant sept mois : des couples ensemble depuis moins d’un an et des couples ensemble depuis plus de dix-huit mois. Leurs résultats ont montré que, chez les couples de moins d’un an, la concordance de valeurs était le meilleur prédicateur de la progression du couple ; en revanche, chez ceux de plus de dix-huit mois, c’est la complémentarité des besoins qui prédit plus la stabilité. Il semble donc que la similarité est importante pour l'établissement d’une relation et la complémentarité pour le maintien d’une relation établie. Néanmoins, pour Levinger, Senn et Jorgensen, la similarité d’attitudes serait essentielle dans toutes les étapes de la relation. Quant à la complémentarité, elle serait limitée à quelques situations particulières et aux valeurs des partenaires.

## Tentatives de modélisation de l'attractivité
Certains psychologues ou les sites de rencontres en ligne cherchent depuis longtemps à pouvoir prévoir l'attractivité et le désir romantique d'une personne pour une autre. En 2017, une étude (publiée dans Psychological Science) conclut que les algorithmes disponibles n'en sont toujours pas capables.